# Cody Rhodes & Goldust
Palmarès
2 fois champion par équipe de la WWE
Cody Rhodes & Goldust est une ancienne équipe de catch composée de deux catcheurs demi-frères. Ils sont en effet les deux fils de Dusty Rhodes. Le duo s'est formé à la WWE le 6 octobre 2013 et s'est séparé le 16 février 2015. Ils ont notamment été deux fois WWE Tag Team Champions.
Cody Rhodes a quitté la WWE en mai 2016, puis a lutté sur le circuit indépendant, notamment pour la All Elite Wrestling, fédération dont il est l'un des fondateurs. Goldust (Dustin Rhodes) a quitté la WWE en 2019 puis a signé dans cette fédération peu après. Il a ainsi retrouvé son demi-frère.
En 2022, Cody Rhodes est revenu à la WWE.

## Histoire

### World Wrestling Entertainment (2013-2016)

#### The Brotherhood (2013-2014)

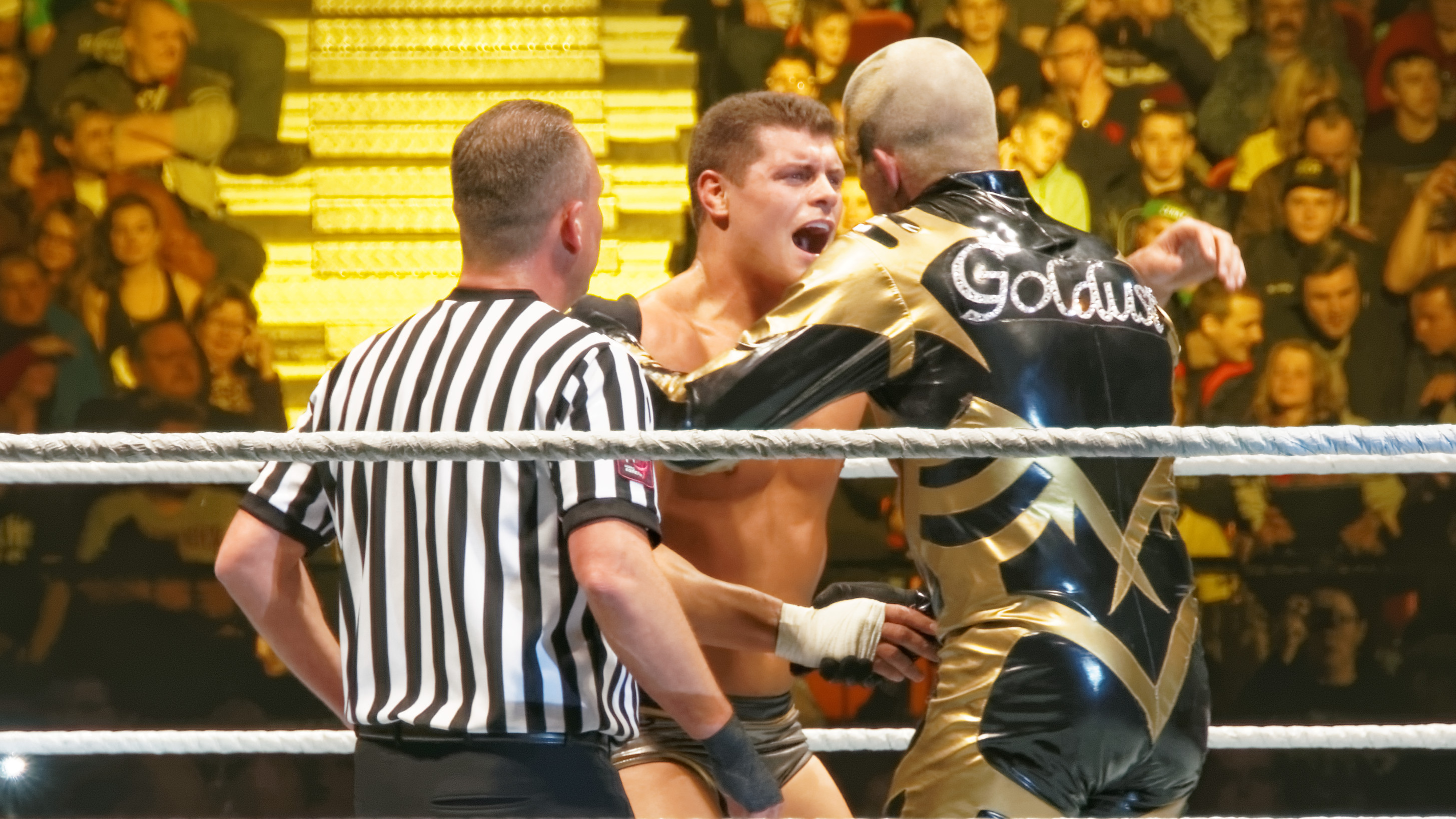
Cody Rhodes & Goldust après un match.

Le 2 septembre à Raw, Cody Rhodes perd contre le Champion de la WWE Randy Orton et se fait renvoyer par le COO de la WWE, Triple H. Goldust revient à la WWE le 9 septembre, à Raw, où il affronte Randy Orton, dans le but d'obtenir un nouveau contrat pour son frère, mais il perd le match, Cody n'est donc pas réengagé. Peu après, Triple H leur propose un match à enjeu à eux et à leur père Dusty Rhodes : si Goldust et Cody parviennent à battre les champions par équipe de la WWE, The Shield (Roman Reigns et Seth Rollins) lors du prochain pay-per-view Battleground, ils sont tous deux réengagés. Mais s'ils perdent, Dusty sera renvoyé et aucun des trois hommes ne pourra plus jamais re-signer avec la WWE. Ils acceptent le défi, et remportent ce match, ils sont donc réengagés à la WWE,. 
Lors du Raw du 14 octobre, ils remportent les WWE Tag Team Championship contre The Shield grâce à une intervention du Big Show,. Lors de Hell in a Cell, ils battent battent The Shield et The Usos et conservent leur titres. Lors de Survivor Series, ils perdent dans le traditionnel combat par équipes. Ils conservent leur titres contre The Real Americans ; Big Show et Rey Mysterio ; et Ryback et Curtis Axel lors de TLC.
Lors du Royal Rumble 2014, ils perdent leurs titres face aux New Age Outlaws. Plus tard dans la soirée, ils participent au Royal Rumble match. Cody Rhodes sera éliminé par Goldust par accident, puis ce dernier sera éliminé par Roman Reigns juste après. Lors d'Elimination Chamber, ils battent Ryback et Curtis Axel. Lors de Payback, ils perdent face aux mêmes adversaires. Après le combat, Cody dit à son frère qu'il a besoin d'un nouveau partenaire, ce qui met fin à leur alliance.

#### Goldust & Stardust et séparation (2014-2015)

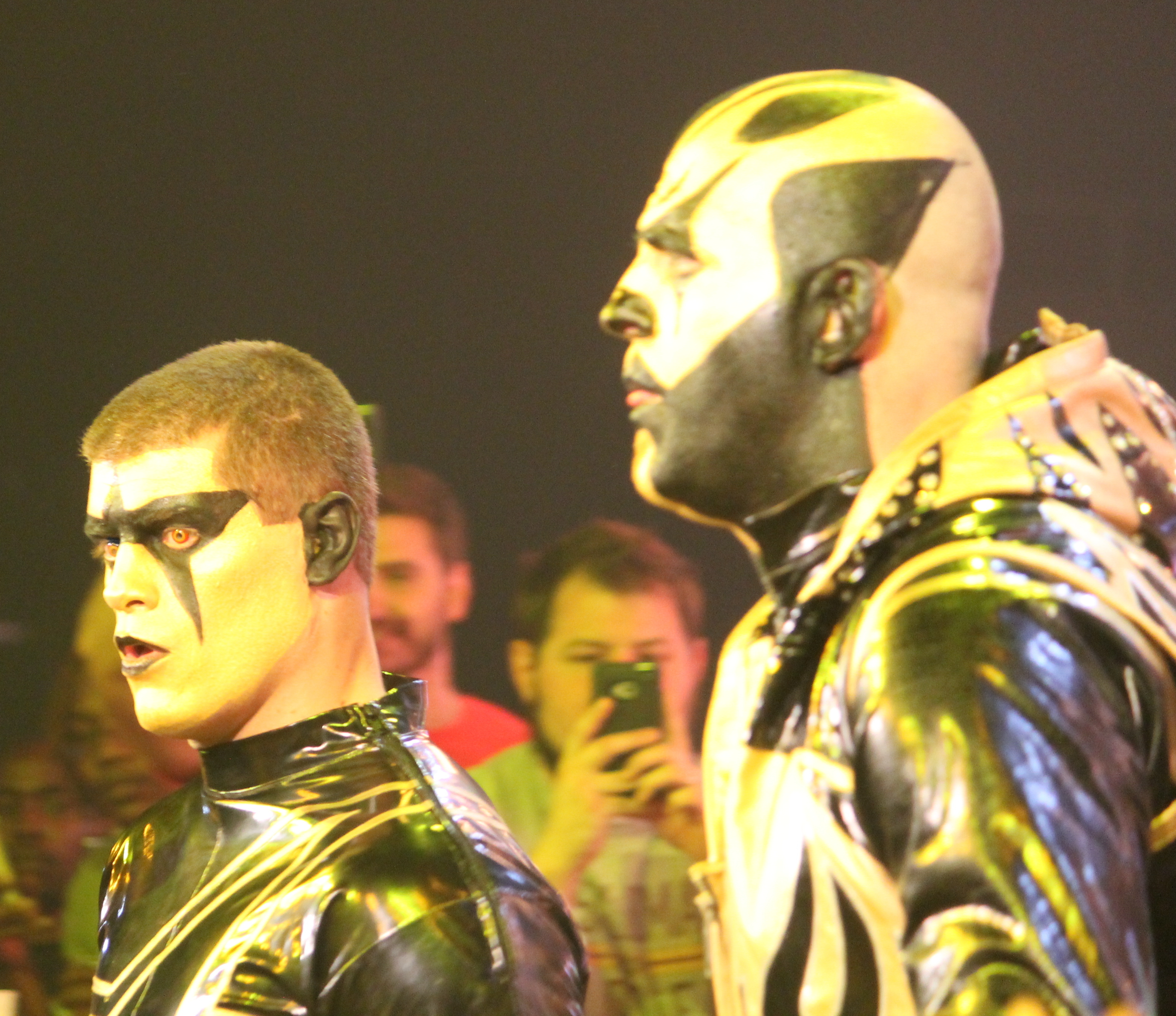
Stardust et Goldust en 2014.

Le 16 juin à Raw, Cody Rhodes arrive déguisé en un personnage qui ressemble à celui de son frère et qui s'appelle Stardust. Cody Rhodes, sous son nouveau nom de scène, et Goldust battent Ryback et Curtis Axel dans la même soirée. Lors de Money in the Bank, ils battent Ryback et Curtis Axel. Le 18 août à Raw, Stardust et Goldust battent les champions par équipe The Usos, les championnats par équipe ne sont pas en jeu. Cela a conduit à une revanche le 25 août à Raw, où Stardust et Goldust battent The Usos par décompte à l'extérieur, cependant, ils ne gagnent pas les titres par équipe. Après le match, ils effectuent un Heel Turn et ont attaqué The Usos. La semaine suivante, Gold et Stardust ont expliqué leur action en disant qu'attaquer les Usos les mettront un pas de plus vers la clé cosmique dans l'Univers de la Galaxy en parlant des fans. Lors de Night of Champions, lui et Goldust battent The Usos et deviennent à nouveau WWE Tag Team Champions. Ils conservent leur titre en battant une nouvelle fois les Usos lors de Hell in a Cell. Lors de Survivor Series, ils perdent leur titre au profit de The Miz et de Damien Mizdow qui incluaient également The Usos et Los Matadores.
Au début de février 2015, ils perdent face à The Ascension et encore une fois de nombreuses tensions ont lieu dans l'équipe avec Stardust montrant des frustrations sur Goldust. Après le match, Goldust appelle Stardust "Cody" et Stardust a répondu en disant à Goldust de ne plus jamais le rappelé par ce nom une nouvelle fois. Le 16 février à Raw, Stardust attaque Goldust avec son Cross Rhodes après un match par équipe, ce qui conduit à la séparation définitive de l'équipe. Il a ensuite expliqué à son père Dusty Rhodes que Cody Rhodes était mort et Dusty aussi. Après de multiples attaques de Stardust sur Goldust, les deux hommes s'affronteront lors du pay-per-view Fastlane. Lors de Fastlane, Goldust bat Stardust. Ensuite, Stardust attaque Goldust dans les coulisses, tout en criant à son père qu'il avait tué Cody Rhodes. La rivalité entre Stardust et Goldust prend fin lorsque Stardust attaque Goldust après que ce dernier remporte son match face à Adam Rose, en étant un Rose Rosebuds dans un costume.
Par la suite, les deux frères ont luttés séparément.
En mai 2016, Stardust (Cody Rhodes) quitte la WWE.
En 2019, c'est au tour de Goldust de quitter la WWE.

### All Elite Wrestling (2019–2022)
Les deux frères se sont retrouvés à la All Elite Wrestling en 2019, quand Dustin Rhodes (Goldust) a signé dans cette fédération après être parti de la WWE.
En 2022, Cody Rhodes a quitté la fédération pour revenir à la WWE.

## Palmarès
- World Wrestling Federation/Entertainment
  - 2 fois WWE Tag Team Champions

## Annexe